# Rémondans-Vaivre
Rémondans-Vaivre è un comune francese di 227 abitanti situato nel dipartimento del Doubs nella regione della Borgogna-Franca Contea.

## Società

### Evoluzione demografica
Abitanti censiti